# VEF Ryga (szachy)
VEF Ryga – łotewski klub szachowy z siedzibą w Rydze, dziewięciokrotny mistrz Łotewskiej SRR, mistrz Łotwy z 1994 roku.

## Historia
Funkcjonujący przy VEF klub szachowy uczestniczył w pierwszej edycji mistrzostw Łotewskiej SRR w 1960 roku, osiągając półfinał. W 1961 roku klub zdobył tytuł mistrzowski. Ogółem tytuł mistrza Łotewskiej SRR VEF zdobył dziewięciokrotnie (1961, 1971, 1977, 1981, 1984, 1986–1988, 1990). W tym okresie klub reprezentowali m.in. Arturs Dārznieks, Ļevs Gutmans, Natālija Jerjomina, Vitālijs Ļevčenkovs, Ivans Osipovs, Igors Sakovičs, Anda Šafranska, Emīlija Šmite, Anatolijs Šmits, Vlads Šuļmans, Tatjana Voronova i Igors Ždanovs. Po odzyskaniu przez Łotwę niepodległości VEF zajął drugie miejsce w pierwszej edycji mistrzostw kraju, rozgrywanej w 1991 roku. W sezonie 1994 klub zdobył mistrzostwo kraju. Następnie zespół zadebiutował w Pucharze Europy, w fazie grupowej przegrywając z Bohemians Praga, następnie wygrywając z Tarausem Tampere i przegrywając z Czigorinem Ałuszta, co spowodowało, iż w swojej grupie VEF został sklasyfikowany na szóstej pozycji. W sezonie 1995 zespół zdobył wicemistrzostwo kraju, ulegając Atvase. W 1997 roku VEF nie uczestniczył w mistrzostwach kraju.